# The Last of the Fast Guns
Last of the Fast Guns (Brasil: Cavalgada Para o Inferno ) é um filme estadunidense, de faroeste, de 1958, dirigido por George Sherman, roteirizado por David P. Harmon.

## Sinopse
Dois pistoleiros rivais, são contratados, para encontrar o irmão desaparecido de um rico industrial.

## Elenco
- Jock Mahoney....... Brad Ellison
- Gilbert Roland....... Miles Lang
- Linda Cristal....... Maria O'Reilly
- Eduard Franz....... Padre Jose
- Lorne Greene....... Michael O'Reilly
- Carl Benton Reid....... John Forbes
- Edward Platt....... Sam Grypton (como Edward C. Platt)
- Eduardo Noriega....... Cordoba
- Jorge Treviño....... Manuel
- Rafael Alcayde....... Alcalde (como Rafael Algazge)
- Lee Morgan....... Johnny Ringo